# Hjemvendt (dokumentarfilm)
Hjemvendt er en dansk portrætfilm fra 2011 instrueret af Marianne Hougen-Moraga efter eget manuskript.

## Handling
Filmen handler om den 40 år gamle Heine Sinkbæk Andersen, der grundet krigens psykisk traumatiske oplevelser i dag er en ensom mand. Heine bor i et stort hus ude på marken i Vestjylland. Han deler hverdagen med sine tre hunde og sin kat. Filmen beskriver Heines verden og om de sår, der kan komme på sindet efter at have været ude i ekstreme situationer, hvor vold, dødsfare, død og våben har været en del af virkeligheden.